# U-387
Unterseeboot 387 foi um submarino alemão do Tipo VIIC, pertencente a Kriegsmarine que atuou durante a Segunda Guerra Mundial.

## Comandantes
| Comandante            | Data                                           |
| --------------------- | ---------------------------------------------- |
| Kptlt. Rudolf Büchler | 24 de novembro de 1942 - 9 de dezembro de 1944 |

## Subordinação
Durante o seu tempo de serviço, esteve subordinado às seguintes flotilhas:
| Período                                       | Flotilha                                   |
| --------------------------------------------- | ------------------------------------------ |
| 24 de novembro de 1942 - 30 de junho de 1943  | 5. Unterseebootsflottille (treinamento)    |
| 1 de julho de 1943 - 31 de outubro de 1943    | 7. Unterseebootsflottille (serviço ativo)  |
| 1 de novembro de 1943 - 9 de dezembro de 1944 | 13. Unterseebootsflottille (serviço ativo) |

## Operações conjuntas de ataque
O U-387 participou das seguinte operações de ataque combinado durante a sua carreira:
- Rudeltaktik Monsun (4 de outubro de 1943 - 5 de outubro de 1943)
- Rudeltaktik Eisenbart (23 de outubro de 1943 - 5 de dezembro de 1943)
- Rudeltaktik Eisenbart (7 de dezembro de 1943 - 3 de janeiro de 1944)
- Rudeltaktik Donner & Keil (21 de abril de 1944 - 3 de maio de 1944)
- Rudeltaktik Trutz (23 de maio de 1944 - 31 de maio de 1944)
- Rudeltaktik Grimm (31 de maio de 1944 - 6 de junho de 1944)
- Rudeltaktik Feuer (17 de setembro de 1944 - 17 de setembro de 1944)
- Rudeltaktik Zorn (29 de setembro de 1944 - 1 de outubro de 1944)
- Rudeltaktik Grimm (1 de outubro de 1944 - 2 de outubro de 1944)
- Rudeltaktik Panther (17 de outubro de 1944 - 7 de novembro de 1944)
- Rudeltaktik Stier (25 de novembro de 1944 - 9 de dezembro de 1944)